# Zozo Championship
El Zozo Championship (en japonés :ゾ ゾ ・ チ ャ ン ピ オ ン シ ッ プ) es un torneo de golf profesional realizado en Inzai, prefectura de Chiba, que se encuentra en el área metropolitana de Tokio, Japón. Está coorganizado por el Japan Golf Tour y el PGA Tour.

## Historia
El torneo es el primer evento aprobado por el PGA Tour en Japón, en un acuerdo que durará al menos hasta 2025. También sería co-sancionado por el Japan Golf Tour. Tiger Woods ganó el evento inaugural por su 82.ª victoria en el PGA Tour. Esto empató el récord de todos los tiempos establecido por Sam Snead.
En 2020, el torneo se trasladó a Sherwood Country Club en Lake Sherwood, California debido a las restricciones de viaje en curso debido a la pandemia de COVID-19. En última instancia, el evento de 2020 se convirtió en un evento del PGA Tour sancionado exclusivamente y no contó con la participación del Japan Golf Tour.
El torneo regresó a Japón en 2021 y fue organizado tanto por el PGA Tour como por el Japan Golf Tour. Sin embargo, fue un evento de dinero no oficial en el Japan Golf Tour. Hideki Matsuyama atravesó el hoyo final para ganar en su país de origen por cinco tiros por delante de Brendan Steele y Cameron Tringale.

## Ganadores
| Año  | Tour                     | Ganador          | Puntaje | Al par | Margen de victoria | Segundo(s)                      | Bolsa ($) | Bolsa del ganador ($) | Sede          |
| ---- | ------------------------ | ---------------- | ------- | ------ | ------------------ | ------------------------------- | --------- | --------------------- | ------------- |
| 2021 | Japan Golf Tour PGA Tour | Hideki Matsuyama | 265     | −15    | 5 golpes           | Brendan Steele Cameron Tringale | 9,950,000 | 1,791,000             | Inzai         |
| 2020 | PGA Tour                 | Patrick Cantlay  | 265     | −23    | 1 golpe            | Jon Rahm Justin Thomas          | 8.000.000 | 1.440.000             | Lake Sherwood |
| 2019 | Japan Golf Tour PGA Tour | Tiger Woods      | 261     | −19    | 3 golpes           | Hideki Matsuyama                | 9,750,000 | 1,755,000             | Inzai         |